# Вімінал

Сім пагорбів Рима

Вімінал, або Вімінальський пагорб (лат. collis Viminalis) — пагорб у межах території стародавнього Рима, на південний схід від Квіринальського пагорба і відокремлюється від нього тільки так званим vallis Quirinalis. Висота — 49 м над рівнем моря. Вперше він введений у межі міста Сервієм Туллієм. В імператорський період він входив до складу шостого округу Alta Semita. На пагорбі перебували здебільшого житлові споруди і кілька громадських споруд, наприклад, Терми Діоклетіана і табір преторіанців — Castra praetoria. Зі східного боку пагорба проходила Сервієва стіна з Вімінальськими воротами.